# Tinjan (Słowenia)
Tinjan (wł. Antignano) – stara osada przy granicy słoweńsko-włoskiej w słoweńskiej części Istrii. Znajduje się na szczycie Tinjanskiego hriba (wzgórza, 374 m), z pięknym widokiem na Zatokę Koperską i Triesteńską. Obszar był zasiedlony od czasów prehistorycznych, o czym świadczą resztki dawnego muru obronnego. Pośrodku wsi stoi kościół św. Michała.

## Opis wsi
Tinjan jest małą, skupioną wsią. Na wschodniej stronie tuż pod Tinjanem jest mały przysiółek o nazwie Podgorci. Tinjan leży na szczycie Tinjanskiego hribu na wysokości 374 m n.p.m. i jest ostatnim wzgórzem widokowym na Słoweńskim Szlaku Górskim, zanim całkowicie zejdzie do morza w Ankaranie. Znajduje się koło granicy państwowej z Włochami, należy do gminy Koper, dokładniej do poczty Škofije, od Kopra zaś jest odległy o 11 km. W 2002 dane wykazywały, że w Tinjanie mieszka 151 osób, z czego 77 mężczyzn i 74 kobiety, to jest razem 45 rodzin. Ze szczytu Tinjana jest piękny widok na Zatokę Koperską, Triesteńską i Pirańską po jednej stronie oraz okoliczne wzniesienia na drugiej stronie.
Serce osady znajduje się przy starym kościele św. Michała, który został odnowiony w 1700. Kościół posiada dzwonnicę z reliefem z 1704. Na zewnętrznej ścianie zakrystii jest zaś wmurowana antyczna głowa, o której znawcy twierdzą, że jest z czasów rzymskich.
Przed kościołem rozpościera się wielka, bardzo stara lipa, koło kościoła zaś jest wybudowana wielki przekaźnik, tak, że już z oddali można zauważy, gdzie znajduje się Tinjan.
Nowe czasy doprowadziły do Tinjanu prąd elektryczny, a niedawno jeszcze wodociąg. Według opowieści miejscowych szczyt Tinjana jest podziemnie opleciony trzema żyłami wodnymi, woda z których napełnia wiele potoków i kałuż we wsi.

## Pochodzenia nazwy wsi
Niektóre źródła opowiadają o tym, że nazwa wsi powstała jeszcze w czasach rzymskich. W dzisiejszym Trinjanie miał mieszkać wojowniczy ród zwany Attinium. Pozostali mieszkańcy, którzy też tam mieszkali, mieli im się sprzeciwiać, dlatego nazwano ich aniattinium. Stąd miejsce przejęło nazwę tinium, a z tego słowa pochodzi nazwa Tinjan.

## Historia
Tinjan powstał jeszcze na początku epoki żelaza. W I tysiącleciu p.n.e. funkcjonował jako ufortyfikowany obóz, później jako rzymska i średniowieczna twierdza. Tam, gdzie dzisiaj stoją domy, było kiedyś prehistoryczne grodzisko, o którym opowiadają nam resztki muru obronnego. W Tinjanie znaleziono brązowy posąg z II wieku, który należał do boga Merkurego, obrońcy handlarzy. Dzisiaj posąg jest chroniony w Muzeum Narodowym w Lublanie.
Dla najnowszych dziejów wsi jest prawie najważniejszy rok 1948, kiedy z powodu ówczesnego kryzysu triesteńskiego do Tinjanu wkroczyła Jugosłowiańska Armia Ludowa (JLA), by z tego doskonałego miejsca przy możliwych komplikacjach bronić ojczyzny, gdyż jest to najodpowiedniejsze miejsce dla dobrej obrony. W tym czasie Tinjan dla własnego bezpieczeństwa opuścili prawie wszyscy mieszkańcy.

## Wzrost populacji w Tinjanie
| Rok                | 1869 | 1900 | 1931 | 1961 | 1971 | 1981 | 1991 | 2002 |
| Liczba mieszkańców | 360  | 425  | 476  | 161  | 175  | 151  | 139  | 151  |